# Lokale og Anlægsfonden
Lokale og Anlægsfonden er en fond med formål at udvikle og støtte byggeri inden for idræts-, kultur- og fritidsområdet. Støtten kan være direkte støtte, lån eller ydelsesgaranti. Fonden får stillet midler til rådighed.
Lokale og Anlægsfonden er oprettet i henhold til lov nr. 349 af 9. juni 1993 om ændring af lov om visse spil, lotterier og væddemål. Denne lov er pr. 1. januar 2012 erstattet af lov nr. 696 af 25. juni 2010 om udlodning af overskud fra lotteri samt heste- og hundevæddemål.
Fondens arbejde og støtte til projekter tager afsæt i konkret rådgivning, som forestås af fondens sekretariat. Bevillinger til projekter foretages af Lokale og Anlægsfondens bestyrelse på seks årlige bestyrelsesmøder.

## Bestyrelse og direktion
Lokale og Anlægsfonden ledes af en bestyrelse på syv medlemmer, der beskikkes af kulturministeren. Fire medlemmer, herunder formanden, udpeges af kulturministeren, et medlem med viden om idræt udpeges af Danmarks Idrætsforbund, et medlem med viden om idræt udpeges af DGI, og et medlem med viden om idræt udpeges af Dansk Firmaidrætsforbund.
Bestyrelsen for Lokale og Anlægsfonden bistås af et sekretariat. Bestyrelsen ansætter en direktør for sekretariatet, som har ansvaret for den daglige drift samt ansættelse af øvrigt personale.
- Formand 2023: Joy Mogensen
- Direktør 2021-: Jon Gerner

Tidligere direktører har blandt andet været Carsten Haurum, Mads Kamp Hansen og Esben Danielsen

## Ekstern henvisning
- Fondens hjemmeside